# Антиматерія

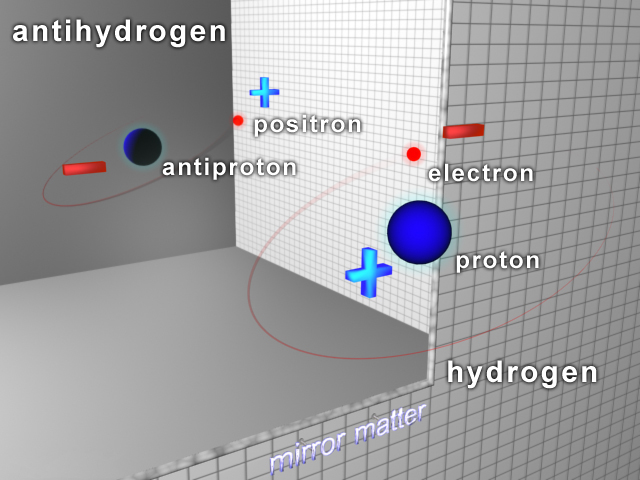
Антиводень складається з антипротона і позитрона

Антимате́рія  — будь-яка речовина, що складається з античастинок — антипартнерів частинок, що складають звичайну матерію.
Будь-яка частинка має свого антипартнера: позитрон для електрона, антипротон для протона, антинейтрон для нейтрона тощо. Деякі частинки є власними античастинками, наприклад фотон — такі частинки називаються істинно нейтральними. Античастинки мають ту саму масу що й частинки, але протилежний заряд, лептонне і баріонне число. При зіткненні частинки зі своєю античастинкою вони анігілюють, перетворюючись на фотони, нейтрино або інші менш масивні частинки. В процесі анігіляції маса пари частинка-античастинка повністю (у випадку перетворення на фотони), або значною мірою перетворюється на енергію за формулою E=mc2.
Античастинки взаємодіють між собою так само як і частинки, наприклад, антипротони і позитрони можуть утворювати атоми антигідрогену, а разом з антинейтронами — і більш важкі антиатоми.
Перша античастинка (позитрон) була відкрита в 1932 році Карлом Девідом Андерсоном, а перший антиатом (антигідроген) — у 1995. Наразі найскладнішим синтезованим антиатомом є антигелій.
За сучасними оцінками, антиматерія у Всесвіті практично відсутня. Причини цього — асиметрія між матерією і антиматерією у реакціях між частинками невдовзі після Великого вибуху. Конкретний механізм цієї асиметрії є однією з невирішених проблем сучасної фізики, але відома його ефективність — на кожен мільярд пар частинок-античастинок утворилася одна додаткова частинка. Період, коли відбувалися ці реакції називається баріогенезисом. Він тривав близько 10−31 секунди після Великого вибуху.

## Історія

### Ранні передбачення
Ще у 1880х роках Вільям Хікс, спираючись на популярну в той час вихрову теорію гравітації припустив існування матерії, що має негативну гравітацію. Вперше концепцію антиматерії, близьку до сучасних уявлень, використав англійський фізик Артур Шустер у 1898 році. Незадовго до цього Томпсон відкрив електрони, і Шустер, з міркувань симетрії, припустив існування аналогічної за властивостями позитивно зарядженої частинки, яку він назвав «антиелектроном». Розвиваючи свою гіпотезу, він припустив і існування антиатомів, у яких антиелектрони виконують роль електронів. Проте, брак експериментальних підтверджень не дав його гіпотезі стати популярною.

### Море Дірака
1900 року Макс Планк запропонував концепцію квантів для побудови теорії випромінювання абсолютно чорного тіла. Протягом наступних десятиліть ця ідея виявилася надзвичайно плідною, і дозволила пояснити явище фотоефекту, а також пояснення відкритої Резерфордом будови атомів. Завдяки інтенсивній роботі великої кількості талановитих фізиків, у 20-х роках квантова механіка була вже сформованою галуззю. У 1928 році Поль Дірак, працюючи над квантовою теорією поля — розділом фізики, що поєднував квантову механіку і спеціальну теорію відносності, вивів рівняння Дірака, що описувало електрон. Це рівняння добре описувало спін та магнітний момент електрона та спектр його випромінювання в різних ситуаціях, проте мало один фатальний недолік — воно передбачало існування вільних електронів з від'ємною енергією. Проте, якби вільний електрон міг займати енергетичні рівні з від'ємною енергією, він падав би на них, прагнучи зайняти найнижчий енергетичний рівень, чого не спостерігається в реальності. Для вирішення цього парадоксу, Дірак припустив, що електрони не можуть мати від'ємну енергію через те, що всі енергетичні рівні з такою енергією вже зайняті, а через принцип Паулі інші електрони не можуть потрапити на них. Інакше кажучи, вакуум являє собою море неспостережуваних електронів, що займають всі можливі стани з від'ємною енергією. Також, модель передбачала, що надавши електрону з «моря» достатньо енергії, можна вибити його в область позитивних енергій. Звільнений рівень — «дірка», виглядав би як частинка, рівна електрону за масою, але протилежна за зарядом. При зустрічі «дірки» і електрона обидва вони зникали б.
Пізніше були встановлені обмеження цієї моделі (наприклад, вона не могла пояснити існування антибозонів, які не підкоряються принципу Паулі), а з розвитком квантової теорії поля вона виявилася непотрібною, але на той час вона дозволила пояснити існування античастинок.

### Експериментальне відкриття

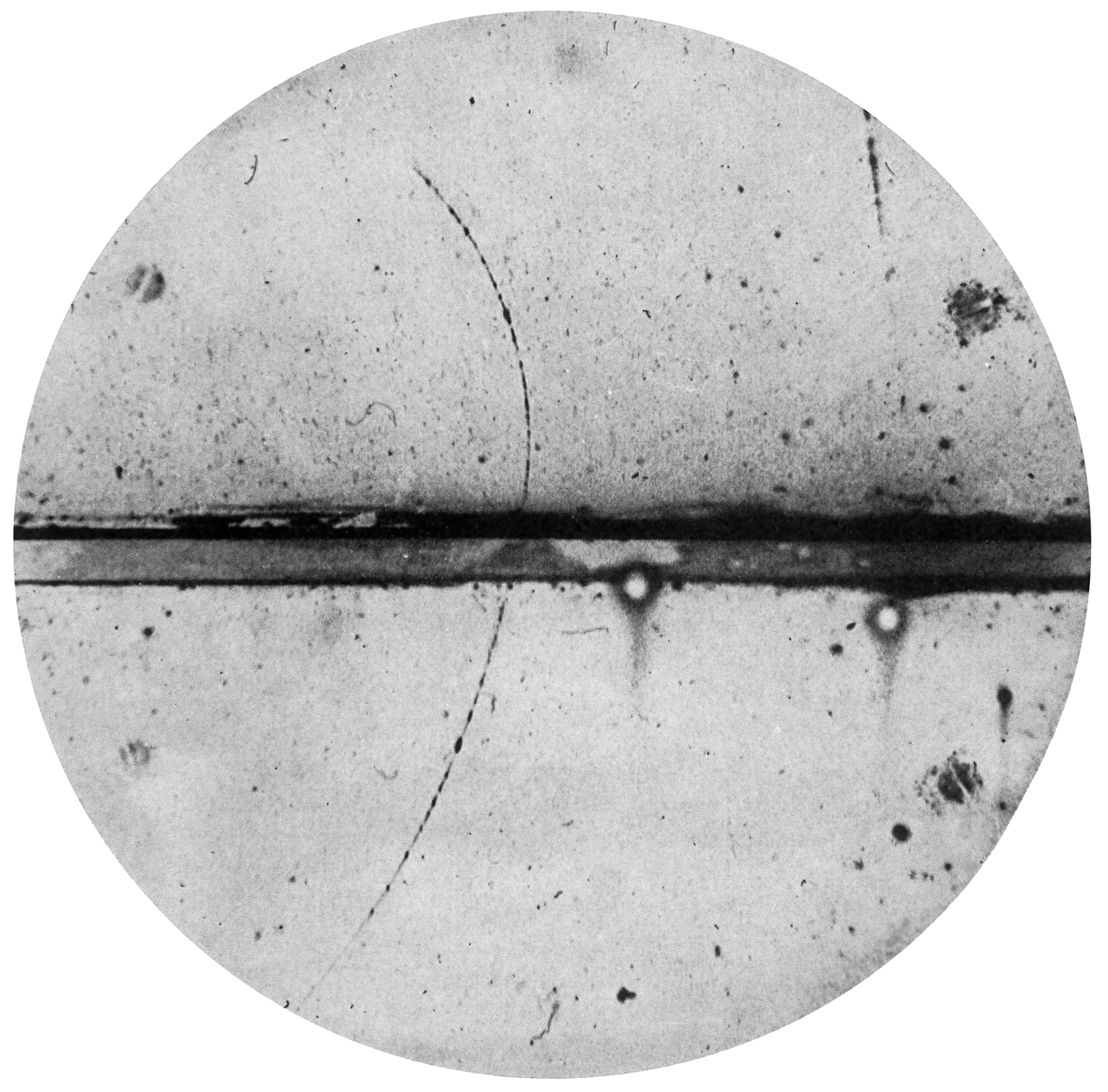
Трек позитрона (опубліковано в журналі Physical Review у 1933 році)

У 1928 році Дмитро Скобєльцин, спостерігаючи за космічними променями у камері Вільсона, помітив треки частинок, схожих на електрони, що рухалися знизу вгору, але не приділив цьому спостереженню достатньо уваги.. У 1931 році Девід Андерсон, також за допомогою камери Вільсона, зафіксував такі треки під час дослідження космічних променів, але зміг показати, що вони залишені частинками, що рухаються згори вниз, але мають позитивний заряд. Для цього він встановив тонку металеву пластину на шляху у частинок, при проходжені через яку вони сповільнювались, що можна було побачити по закрученості їхніх траєкторій. Того ж року Андерсон опублікував фото з таким треком у журналі Science News Letter, а у 1933 році у Physical Review випустив статтю з описом властивостей нової частинки. Частинка була названа ним позитроном, і збігалась з передбаченим Діраком антиелектроном. Цікаво відзначити, що деякий час Андерсон припускав, що відкрита їм частинка є, разом з гіпотетичним антипротоном, складовою нейтрона відкритого 1932 року.
Незалежно від Андерсона, у березні 1932 британські вчені Патрік Блекетт і Джузеппе Оккіаліні модифікували камеру Вільсона, таким чином, щоб вона вмикалася лише при спрацьовуванні лічильників Гейгера що були розташовані над і під нею. За допомогою цього удосконалення вони змогли зняти кілька сотень треків від частинок, породжених космічними променями. Серед них було достатньо треків позитронів, що допомогло переконати наукову спільноту у їх реальності.
У 1936 році Андерсон, як першовідкривач, отримав за відкриття позитрону Нобелівську премію з фізики, а у 1948, за удосконалення камери Вільсона, її отримав Блекетт. Оккіаліні премії не отримав, за деякими припущеннями з політичних мотивів.
Протягом наступних двох років було встановлено, що електрон-позитронні пари породжуються гамма-квантами при гальмуванні їх у речовині а також, що позитрони можуть випромінюватись при радіоактивному розпаді.

### Антинуклони
У 50-х роках фізики вже були впевнені в існуванні антипартнерів і більш важких частинок, але типових енергій космічних променів не вистачало для їх утворення, тому у 1954 році в Берклі був збудований беватрон — прискорювач елементарних частинок до енергій у 6 ГеВ. З його допомогою у 1955 році був відкритий антипротон, а у 1956 році — антинейтрон.
У 1965 році було синтезоване перше антиядро — вчені з ЦЕРН отримали антидейтерій. На початку 70-х ядра антигелію-3 і антитритію були отримані на прискорювачі інституту фізики високих енергій у Протвіно, СРСР. Найважче з синтезованих на даний момент антиядер — антигелій-4 було зафіксоване у 2011 році колаборацією STAR.

### Антиатоми
Для створення найпростіших антиатомів (антигідрогену) необхідно щоб антипротони і антинейтрони знаходилися поруч достатньо довгий, за мірками фізики елементарних частинок, час. Враховуючи, що античастинки, що утворюються під час високоенергетичних зіткнень зазвичай рухаються з релятивістськими швидкостями, досягти цього доволі важко. Вперше антигідроген був синтезований в ЦЕРН у 1995 році під час експерименту PS210 командою під керівництвом Вальтера Олерта.
У листопаді 2010 з'явилося повідомлення, що 38 атомів антиводню були захоплені в магнітну пастку й утримувалися там приблизно 1/6 секунди.

## Отримання антиматерії в земних умовах
Античастинки можуть бути створені в прискорювачах, наприклад у CERNі (Женева, Швейцарія), лабораторії Фермі (США), в Центрі ядерних досліджень (Дубна, Росія).
Утворення античастинок проходить зазвичай завдяки процесу, оберненому анігіляції — процесу народження пар. Для цього необхідна енергія, більша за сумарну масу частинки й античастинки.
Найпростіші з античастинок — античастинки електронів — позитрони, виникають порівняно часто внаслідок різноманітних ядерних реакцій. Необхідна для цього енергія порівняно невелика з огляду на легкість лептонів — дещо більша за 1 МеВ.
Античастинки баріонів потребують для утворення енергію понад 1 ГеВ.
Вперше атом антиводню спостерігали в 1995 році в експерименті SP20 на прискорювачі LEAR в CERN, але тоді він існував тільки в прискорювачі протягом дуже малого часу (порядку 40 нс) і рухався зі швидкістю, близькою до швидкості світла. Всього було зареєстровано 9 атомів антиводню. Така антиматерія не підходила для вивчення властивостей, тому вчені почали конструювати «пастки», у яких її можна накопичувати та утримувати.
Для цього потрібно «остудити» антипротони, знизити їхню енергію й швидкість руху. CERN — єдиний центр у світі, що має обладнання, спеціально призначене для створення та дослідження низькоенергетичних антипротонів.
Антипротони в експерименті ALPHA виробляються в умовах вакууму, однак це не вирішує проблеми анігіляції, вони залишаються оточені звичайною матерією. Тому, щоб продовжити час життя антиречовини, вчені «сконструювали» пастку із дуже сильного й складного по конфігурації магнітного поля. При наднизьких температурах у такій пастці накопичуються атоми антиводню, отримані при з'єднанні антипротонів і позитронів, що рухаються із приблизно рівними швидкостями.
У результаті вдалося на багато порядків збільшити час життя атомів антиводню: в експерименті ALPHA атом антиматерії існує протягом десятої частки секунди, і цього цілком достатньо для вивчення її властивостей

## Симетрія матерії і антиматерії
Теоретично, майже неможливо розрізнити матерію і антиматерію — частинки антиматерії мають ту саму масу і заряд (проте, з протилежним знаком). Ядерні взаємодії античастинок також є еквівалентними взаємодії частинок. Проте, слабка взаємодія розрізняє частинки і античастинки (CP-інваріантність не виконується)

### Гравітаційна взаємодія
Тривалий час питання про те, чи маса античастинок є такою самою як і маса частинок, не мало експериментально підтвердженої відповіді. Перевірка гіпотези про їхню рівність спряжена зі складнощами технічного характеру, пов'язаними з важкістю зберігання частинок та їхніми великими швидкостями. Згідно деяких, більш екзотичних гіпотез, антиматерія може мати від'ємну інерційну, активну гравітаційну або пасивну гравітаційну маси. Рівність інерційних мас частинок продемонструвати значно легше, а найбільшою складністю є виміри гравітаційної маси — в 2014 році CERN було показано, що гравітаційні маси частинок і античастинок збігаються з точністю до 1 %. Згідно принципу еквівалентності, інерційна і гравітаційна маса мають бути рівними.
За результатами півторарічного дослідження CERN, опублікованими 2022 року, маса матерії та антиматерії не відрізняється. Це означає, що матерія та антиматерія реагують на гравітацію однаково. Умовно кажучи, зразки їх обох падатимуть вниз без жодної різниці. Щоб перевірити припущення, команда дослідників CERN помістила антипротони та негативно заряджені іони водню в електромагнітний пристрій під назвою Пастка Пеннінга. Потрапляючи всередину, частинки рухаються по циклічній траєкторії, і, вимірюючи їхню частоту, вчені змогли обчислити їхнє відношення заряду до маси.

## Використання

### Медичне
Позитрони активно використовуються в медицині для онкодіагностики. Для цього пацієнту вводять модифіковану глюкозу, до якої приєднаний радіоактивний атом, що розпадається випромінюючи низькоенергетичний позитрон (наприклад фтор-18 або оксиген-15). У тілі цей ізотоп разом з глюкозою накопичується в тканинах, що активно поглинають глюкозу (до яких належать пухлини). Позитрон, що випромінюється при розпаді, швидко анігілює з електроном, випускаючи два ідентичних фотони, що летять у протилежних напрямках (за законом збереження енергії та імпульсу). Зафіксувавши такі фотони можна точно визначити місце, звідки вони вилетіли. Також цей метод використовують для вивчення роботи мозку (ділянки мозку, що активно працюють, споживають більше глюкози) а також у кардіології.

### Паливо
Антиматерія — потенційно найефективніше паливо, оскільки при анігіляції майже 100 % її маси переходить в енергію. Вперше ідею використовувати її для космічних польотів висловив Ойґен Зенґер у 1953 році. На даний час існує кілька перспективних варіантів проєктів двигунів такого роду (всі вони поки що далекі від реалізації):
- Анігіляція частинок всередині спеціальної вольфрамової матриці, яка знаходиться у камері з робочим тілом двигуна (наприклад, водень), що нагрівається від матриці і вилітає через сопла (як у звичайній ракеті);
- Нагрівання робочого тіла безпосередньо від гамма-випромінювання. Цей варіант дозволяє досягти вищих температур і швидкостей витікання, проте у ньому є небезпека розплавлення стінок камери;
- Використання явища абляції — у цьому варіанті робочим тілом є тверда пластина, атоми з якої вибиваються потоком гамма-променів.

При реалізації таких проєктів, космічні польоти можуть стати значно доступнішими — у сучасних ракетах корисне навантаження становить лише 10-20 відсотків від загальної маси ракети, а решту займає паливо і баки. Для досягнення таких показників використовують багатоступеневі ракети, але вони є більш інженерно складними і потенційно небезпечними. У той же час, для польоту на Марс достатньо енергії, що міститься у кількох міліграмах антиречовини, а отже корисне навантаження може бути на порядок вищим при спрощенні конструкції.

### Енергетика
Оскільки наразі не відомі перспективні природні джерела античастинок, вся доступна людству антиматерія є штучною, а отже сама по собі не може бути джерелом енергії (її виробництво потребує більше енергії ніж виділиться при анігіляції), проте існують проєкти каталізу термоядерного синтезу невеликою кількістю антипротонів. У цих проєктах антипротони каталізують розпад урану, що, в свою чергу, розігріває дейтерієво-тритієву суміш до температур, при яких починається термоядерна реакція. Такі установки також пропонується використовувати в якості двигунів для космічних польотів.

### Зброя
Незважаючи на велику концентрацію енергії, антиречовина не є перспективною зброєю масового ураження. Грам антиречовини при анігіляції виділить енергію у 42,8 кілотонн — як невелика атомна бомба. При цьому синтез граму антиречовини наразі лежить поза межами можливостей людства. З іншого боку, менш масові види зброї на антиматерії можуть бути ефективними завдяки тому, що антиматерія дозволяє зосередити велику уражальну силу на дуже маленькій ділянці. Так, у 2013 році вченими з університету Мічигану був створений «анігіляційний пістолет» — агрегат розміром близько метра, що може видавати інтенсивний потік позитронів.

## Виноски
1. ↑  Foundation of Complex Matter Space and Special Theory of Relativity, a Unifying Approach [Архівовано 12 травня 2018 у Wayback Machine.](англ.)
2. ↑  FAQ: История открытия антиматерии [Архівовано 12 травня 2018 у Wayback Machine.](рос.)
3. ↑  Уравнение Дирака [Архівовано 12 травня 2018 у Wayback Machine.](рос.)
4. ↑  С днем рождения, позитрон! [Архівовано 12 травня 2018 у Wayback Machine.](рос.)
5. ↑  The Birth of Particle Physics [Архівовано 12 травня 2018 у Wayback Machine.](англ.)
6. ↑  Позитрон [Архівовано 12 травня 2018 у Wayback Machine.](рос.)
7. ↑  Этюд об античастицах: Антиматерия, антивещество… Что это такое? [Архівовано 12 травня 2018 у Wayback Machine.](рос.)
8. ↑  Observation of the antimatter helium-4 nucleus [Архівовано 6 квітня 2018 у Wayback Machine.](англ.)
9. ↑  Antiatoms: Here Today . . . [Архівовано 21 липня 2019 у Wayback Machine.](англ.)
10. ↑  Andresen et al. (2010). «Trapped antihydrogen». Nature.
11. ↑  The arguments against «antigravity» and the gravitational acceleration of antimatter [Архівовано 14 квітня 2013 у Wayback Machine.](англ.)
12. ↑  The AEgIS experiment at CERN for the measurement of antihydrogen gravity acceleration [Архівовано 31 березня 2019 у Wayback Machine.](англ.)
13. ↑  Borchert, M. J.; Devlin, J. A.; Erlewein, S. R.; Fleck, M.; Harrington, J. A.; Higuchi, T.; Latacz, B. M.; Voelksen, F.; Wursten, E. J. (2022-01). A 16-parts-per-trillion measurement of the antiproton-to-proton charge–mass ratio. Nature (англ.). Т. 601, № 7891. с. 53—57. doi:10.1038/s41586-021-04203-w. ISSN 1476-4687. Архів оригіналу за 7 січня 2022. Процитовано 6 січня 2022.
14. ↑  Positron emission tomography [Архівовано 14 травня 2020 у Wayback Machine.](англ.)
15. ↑  Антиматерия в упряжке: Позитронное будущее межпланетных перелетов [Архівовано 12 травня 2018 у Wayback Machine.](рос.)
16. ↑  Antimatter-catalyzed nuclear fusion [Архівовано 23 липня 2018 у Wayback Machine.](англ.)
17. ↑  Звездолёты на антиматерии: $10 триллионов за грамм топлива [Архівовано 12 травня 2018 у Wayback Machine.](рос.)
18. ↑  Angels and Demons(англ.)
19. ↑  Physicists create tabletop antimatter 'gun' [Архівовано 8 вересня 2018 у Wayback Machine.](англ.)